# Utrota varenda jävel
Utrota varenda jävel är en bok av Sven Lindqvist, utgiven 1992.
I boken argumenterar Lindqvist för att Förintelsen av de europeiska judarna, snarare än som unik, måste ses som en kulmen på en rasistisk ideologi om europeisk överhöghet som präglat hela den europeiska kolonialismen från den spanska erövringen av Kanarieöarna på 1400-talet och framåt.
Titeln Utrota varenda jävel är hämtad från Joseph Conrads roman Mörkrets hjärta. Dessa tre ord har, i Conrads berättelse, kolonisatören Kurtz klottrat som "ett utkast till metod" till sin egen uppsats om den europeiska civilisationens uppgift i världen. Det engelska originalet lyder Exterminate all the brutes.
Sven Lindqvist visar att citatet har djupa rötter i rasismens idéhistoria. Han skriver: 
"För Conrads samtid var Europas expansion en biologiskt nödvändig process, som enligt naturens lagar måste leda till 'de lägre rasernas' förintelse. Folkmorden varken började eller slutade med nazismen. Auschwitz var 'den moderna, industriella tillämpningen av en förintelse, på vilken det europeiska världsherraväldet sedan länge vilade'."
Lindqvist visar också att Conrads bok, som ofta setts som en enbart symbolisk eller psykologisk berättelse, är klart baserad på övergrepp och förföljelser i det belgiska kolonialväldet Kongostaten under slutet av 1800-talet.
Boken har översatts till finska, danska, norska, spanska, franska, tyska, italienska, koreanska, portugisiska, kroatiska, ryska, polska, kurdiska och engelska. De engelska utgåvorna (senaste utgåvorna i New York och London 2007) bär Conrad-citatet i original som titel ("Exterminate all the brutes"). Lindqvist har även fortsatt att granska rasismens och folkmordens historia i de följande böckerna Antirasister, Nu dog du, Terra Nullius och Avsikt att förinta.
Dramatiseringar av innehållet har framförts på scen i Sverige och i Frankrike. Våren 2020 meddelades även att filmskaparen Raoul Peck kommer att basera en kommande dokumentärserie för HBO – om den europeiska kolonialismens historia – på bland annat Lindqvists bok. De andra två böcker som ligger till grund för dokumentärserien är Roxanne Dunbar-Ortizs An Indigenous people's history of the United states och Michel-Rolph Trouillots Silencing the past.